# Passaggio a Hong Kong (film 1941)
Passaggio a Hong Kong è un film del 1941, diretto da D. Ross Lederman.